# Submillimeter Wave Astronomy Satellite
Submillimeter Wave Astronomy Satellite ou SWAS ou Explorer 74 est un petit satellite scientifique du programme Small Explorer de la NASA lancé en 1998. La charge utile est constituée par un télescope spatial observant le spectre des micro-ondes (510-640 μm). L'objectif de la mission est d'analyser la composition des nuages interstellaires et de déterminer comment ces nuages se refroidissent lorsqu'ils s'effondrent pour former les étoiles et les planètes.

## Objectifs
Le satellite a pour objectif de dresser une carte détaillée des cœurs d'au moins 20 nuages moléculaires géants et nuages sombres avec une résolution de 1 × 1 degré en identifiant les raies des molécules suivantes : vapeur d'eau, oxygène moléculaire, carbone neutre, isotope 13 du monoxyde de carbone, isotope 18 de l'eau.

## Caractéristiques techniques
SWAS est un satellite stabilisé sur trois axes pointé vers la portion du ciel observé avec une précision de 38 secondes d'arc. Le contrôle d'attitude est assuré à l'aide de trois magnéto-coupleurs, quatre roues de réaction, un magnétomètres, trois gyroscopes et un viseur d'étoiles. Le satellite a une masse totale de 288 kg dont 102 sont constitués par l'unique instrument embarqué. SWAS comporte 4 panneaux solaires déployables non orientables et un panneau fixé sur le corps central, avec une surface totale de 3,4 m2. Les cellules solaires fournissent 230 watts en moyenne. La consommation moyenne du bus est de 150 watts tandis que le télescope utilise 59 watts.

## Le télescope millimétrique
L'instrument comporte un télescope de type Cassegrain décentré de forme elliptique (55 × 71 cm). Les détecteurs sont constitués par une paire de radiomètres micro-ondes utilisés utilisent une paire de diodes Schottky refroidis de manière passive à 170 K. Les signaux produits par les deux radiomètres sont combinés pour former un signal de fréquence intermédiaire qui s'étend sur la bande des 1,4  à   2,8 GHz. Un spectromètre optico-acoustique (AOS) fourni par l'université de Cologne décompose ce signal en 1 400 canaux de 1 MHz enregistrés par un capteur CCD de 1400 pixels. Une image est prise toutes les 2 secondes.

## Déroulement de la mission
Le satellite est lancé le 5 décembre 1998 par un lanceur Pegasus XL et placé sur une orbite circulaire de 650 km à forte inclinaison (69,9°). Le télescope observe en moyenne 3 à 5 cibles à chaque orbite. Le choix de son orientation est contrainte par la nécessité de placer les panneaux solaires face au Soleil avec une tolérance de 15°. Les données collectées sont transmises à un centre d'opérations destiné à la mission et situé à Cambridge dans le Massachusetts.
SWAS est placé en hibernation le 21 juillet 2004 après avoir collecté des données durant 5,5 ans. Le 1er juin 2005, SWAS est réactivé dans le cadre de la mission Deep Impact pour que le télescope puisse observer le résultat de la collision volontaire de l'impacteur de Deep Impact avec la comète Tempel 1 qui a lieu le 3 juillet. SWAS présente l'avantage sur les autres instruments qui doivent observer cet événement d'être situé au-dessus de l'atmosphère et de disposer d'un instrument adapté à la détection des molécules d'eau ; avant la collision, le télescope parvient à mesurer que la comète éjecte 331 litres d'eau par seconde, ce qui est un débit relativement peu élevé pour une comète dans cette phase de son orbite. Le résultat des mesures contredit les modèles en vigueur car contrairement aux attentes les volumes d'eau éjectés ne sont pratiquement pas modifiés à la suite de la collision. Les données fournies par SWAS sont corroborées par d'autres instruments,. Le 1er septembre 2005, il est remis en hibernation.